# Marcos Sá Corrêa
Marcos Sá Corrêa é um jornalista, fotógrafo e editor brasileiro.
Formado em História, está afastado das redações desde 2011, quando sofreu um acidente na escada de sua casa. Já trabalhou no jornal O Estado de S. Paulo, no portal portal Terra e como colunista do site No mínimo. Foi editor-chefe do Jornal do Brasil, diretor de redação de O Dia e editor das revistas Veja e Época. Em 2004, lançou o site de jornalismo ambiental O Eco. Em 2006, participou, junto com João Moreira Salles, Mario Sergio Conti e Dorrit Harazim, da fundação da revista piauí em 2006, com qual colaborou até 2011.
Após o seu afastamento do jornalismo, ele organizou uma exposição de fotográfica e, em 2022, foi lançado um e-book com seus artigos para o site O Eco.
Marcos Sá Corrêa é filho do jornalista Villas-Bôas Corrêa.